# Master of Evil
Master of Evil é um álbum de estúdio do rapper americano DJ Paul, o álbum foi lançado em 30 de outubro de 2015 e contém 21 faixas com as principais músicas (Welcome), (Info), F U 2 e Blackhaven Zone.

## Faixas
1. Welcome
2. Down Bad
3. I'm Just Sayin
4. Bust Dat Cap
5. Dats It Fa Ya
6. All Kinda Drugs
7. Play Witcha Life